# 王仲舒
王仲舒（762年—823年），字弘中，唐朝并州祁县（今山西省祁县）人。
王仲舒年少孤贫，事母以孝顺著称。好学善于文章，不就乡举。客居江南，与杨顼、梁聿交友，凡与结交，必知名之士，与杨顼、梁聿、裴枢为忘形之交。唐德宗贞元十年（794年），策试贤良方正、能直言极谏等科，王仲舒登乙第，拜为右拾遗。王仲舒与阳城上书反对以裴延龄领度支，改任右补阙，转任礼部考功员外郎。后来贬为连州司户参军，再改任荆南节度使参谋。唐宪宗元和初年，召为吏部员外郎，元和五年（810年），自职方郎中知制诰。他文思平和典雅，所拟诰书颁发后，被人传抄。京兆尹杨凭被中丞李夷简所弹劾，贬为临贺县尉。王仲舒与杨凭关系好，于朝中宣言，说李夷简故意寻求杨凭之罪，王仲舒贬为硖州刺史。因母丧解职。服丧完毕，担任婺州刺史。婺州疫病旱灾，百姓病死逃亡几乎空城；五年之内，户口增加，就加金紫服。改任苏州刺史。堤松江为路，变屋瓦，绝火灾，征税有定期，不扰自办。唐穆宗即位，以王仲舒文思有古风。召为中书舍人。他求为地方官，出为洪州刺史、御史中丞、江南西道观察使。他罢榷酒弊法，因水旱出官钱二千万贯代贫户输税。长庆三年（823年）冬，在洪州去世，年六十二岁，赠左散骑常侍，谥成。